# Theudechilda
Theudechilda také Theudechild z germánského Theut-hild (540? - 570?) byla franská královna, manželka krále Chariberta I.
Podle Řehoře z Tours a jeho historiografie Historia Francorum byla dcerou pastýře či pasáka krav.
V roce 566 se provdala za krále Chariberta. Byla druhou ze čtyř králových manželek, které církev uznala za legitimní. V manželství se narodil jeden syn, který zemřel při narození, podle Řehoře z Tours  když vyšel z lůna, byl hned odnesen do hrobu. a dcera Clothilda.
Mezi Charibertovými manželkami Ingobergou, Merofledou a Marcovefou nebyla nejmocnější manželkou, ale dokázala si udržet jeho přízeň a hromadit bohatství pro sebe. Po Charibertově smrti se chtěla provdat za krále Guntrama. Guntram byl k tomuto návrhu vstřícný a Theudechildu utvrzoval v tom, že v jeho království bude mít respektované postavení. Na jeho dvůr dorazila i se svým luxusním majetkem, kterého se Guntram zmocnil a Theudechildu uzavřel do kláštera.
Během pobytu v klášteře se pokusila uprchnout do Hispánie ve společnosti vizigótského cestujícího, ale abatyše ji chytila. Podle Řehoře z Tours ji Abatyše přistihla při činu, nemilosrdně ji zbila a zavřela do své cely. Tam zůstala až do své smrti a trpěla strašnými muky.